# Швайкхардт фон Гунделфинген
Швайкхардт фон Гунделфинген (на немски: Schweickhardt von Gundelfingen; * 1476; † 26 декември 1546) е благородник от фамилията на фрайхерен фон Гунделфинген на Дунав.
Фамилията Гунделфинген е голяма швабска благородническа фамилия. Той е син на фрайхер Георг фон Гунделфинген († 20 май 1489) и съпругата му Валпурга фон Кирхберг († 25 януари 1495), дъщеря на граф Филип фон Кирхберг († 1510) и Елизабет фон Шаунберг († 1491). Майка му Валпурга фон Кирхберг се омъжва втори път 1490 г. за трушсес Якоб II фон Валдбург († 11 февруари 1505), син на Йохан I Стари фон Валдбург-Траухбург (1438 – 1504) и Анна фон Йотинген (1450 – 1517).

## Фамилия
Швайкхардт фон Гунделфинген за Елизабет фон Монфор († 30 май 1560). Те имат 6 сина:
- Себастиан Гунделфингер († сл. 1560), женен за Урсула Арнспергер († сл. 1560)
- Леонхард Гунделфингер († 1566?)
- Улрих фон Гунделфинген († сл. 1599)
- Петер Гунделфингер († 1559/1565), женен за Анна Рор († 21 юли 1574)
- Еберхард фон Гунделфинген († сл. 1562), фрайхер, неженен
- Лудвиг фон Гунделфинген († сл. 1562), фрайхер, неженен